# Петар Јевтовић
Петар Јевтовић (Пожаревац, 9. мај 1952. — Вршац, 15. јун 2010) био је српски књижевник и песник.

## Биографија
Рођен је 9. маја 1952. године у Пожаревцу (у Бурјану) као једино дете оца Душана из Великог Шења и мајке Добриле (рођ. Давидовић) из Смедерева. Родитељи су му били лекари. Мајка му потиче из чувене смедеревске породице Давидовић. Основну школу и гимназију завршио је у Пожаревцу. Најпознатија Јевтовићева песма је „Јесен је” која је (у извођењу Гордана Балабанића) достигла славу. Његове песме су снимили и певали Дејан Петковић, Радмила Караклајић и Мики Јевремовић.
Умро је 15. јуна 2010. године у душевној болници у Вршцу. Кремиран је 19. јуна 2010. у Београду.

## Дела
- „Писма” (Браничево, 1970)
- „Песме из замка буре” (Пожаревац, 1971)
- „Галебови лете у зору” (Пожаревац, 1972)
- „А она није - она” (Пожаревац, 1974)
- „Вечерас љубим далеко” (Пожаревац, 1976)
- „Сремом опијен” (Пожаревац, 1977)
- „Молим, свирајте блуз” (Пожаревац, 1987)
- „Жуљ на крилима” (Апостроф, 1994)
- „Празник испод вешала” (Браничево, 1994)
- „Трчање за главом” (Апостроф, 1996)